# Astiphromma contum
Astiphromma contum là một loài tò vò trong họ Ichneumonidae.